# 1988年ソウルオリンピックのスペイン選手団
1988年ソウルオリンピックのスペイン選手団（1988ねんソウルオリンピックのスペインせんしゅだん）は、1988年9月17日から10月2日にかけて韓国のソウルで開催された1988年ソウルオリンピックのスペイン選手団、およびその競技結果。

## 概要
今大会は金メダル1個、銀メダル1個、銅メダル2個の合計4個のメダルを獲得した。

## メダル
| メダル | 選手名                                | 競技   | 種目           |
| ------ | ------------------------------------- | ------ | -------------- |
| 銀     | エミリオ・サンチェス セルヒオ・カサル | テニス | 男子ダブルス   |
| 銅     | セルジオ・ロペス・ミロ                | 競泳   | 男子200m平泳ぎ |